# Stazione di Meidaimae
La stazione di Meidaimae (明大前駅?, Meidaimae-eki) è una stazione ferroviaria di interscambio di Tokyo, situata nel quartiere di Setagaya. Presso di essa si incrociano le linee Inokashira e linea Keiō, entrambe della Keiō Corporation, anche se di scartamento differente. La stazione serve l'area di Meidaimae, zona universitaria, e si trova a 4,9 km da Shibuya e 5,2 km da Shinjuku.

## Storia
La stazione venne aperta il 15 aprile 1913 col nome di stazione di Kayakukomae (火薬庫前駅?). Venne quindi rinominata stazione di Matsubara (松原駅?) nel 1917, e quindi Meidaimae l'8 febbraio 1935. I binari della linea Inokashira arrivarono il 1º agosto 1933.
Dal 22 febbraio 2013 è stata attivata la numerazione di stazione, che per questa stazione è "KO06" sulla linea Keio, e "IN08" per la Inokashira.

## Linee
Keiō Corporation
Linea Keiō
Linea Keiō Inokashira

## Struttura
L'ingresso della stazione si trova al piano terra, con i binari della linea Keiō al secondo piano, e quelli della linea Inokashira al piano sotterraneo
| 1 | Linea Keiō       | per Chōfu, Hashimoto, Keiō-Hachiōji e Takaosanguchi     |
| 2 | Linea Keiō       | per Sasazuka, Shinjuku e prosecuzione su linea Shinjuku |
| 3 | Linea Inokashira | per Eifukuchō, Kugayama e stazione di Kichijōji         |
| 4 | Linea Inokashira | per Shimo-Kitazawa e Shibuya                            |

## Stazioni adiacenti
| «                     | Servizio                    | »                  |
| Linea Keiō            | Linea Keiō                  | Linea Keiō         |
| --------------------- | --------------------------- | ------------------ |
| Daitabashi            | Locale                      | Shimo-Takaido      |
| Sasazuka              | Rapido                      | Shimo-Takaido      |
| Sasazuka              | Espresso Espresso sezionale | Sakurajōsui        |
| Sasazuka              | Semiespresso speciale       | Chitose-Karasuyama |
| Shinjuku              | Espresso speciale           | Chōfu              |
| Linea Keiō Inokashira |                             |                    |
| Higashi-Matsubara     | Locale                      | Eifukuchō          |
| Shimokitazawa         | Rapido                      | Eifukuchō          |